# محمد صباح السالم الصباح
الشيخ الدكتور محمد صباح السالم الصباح (مواليد 10 أكتوبر 1955) سياسي واقتصادي كويتي، رئيس مجلس الوزراء السابق خلال الفترة 4 يناير 2024 حتى 15 أبريل 2024. وهو الإبن الثالث لصاحب السمو الشيخ صباح السالم الصباح أمير دولة الكويت الأسبق من زوجته الشيخة نورية الأحمد الجابر الصباح.

## نشأته وتعليمه
ولد الشيخ محمد صباح السالم في 10 أكتوبر 1955. وهو نجل أمير الكويت الأسبق الشيخ صباح السالم الصباح. وشقيقه الأكبر هو الشيخ سالم صباح السالم الصباح نائب رئيس مجلس الوزراء وزير الدفاع الأسبق. في عام 1978، حصل الشيخ محمد على درجة البكالوريوس في الاقتصاد من كلية كليرمونت ماكينا في كاليفورنيا بالولايات المتحدة. بالإضافة إلى ذلك، فهو حاصل على درجة الماجستير والدكتوراه في الاقتصاد ودراسات الشرق الأوسط من جامعة هارفارد. كما أنه حاصل على جائزة جوان وروبرت بندستن للدبلوماسية العامة من معهد القيادة التابع لكلية فليتشر للقانون والدبلوماسية التابعة لجامعة تافتس

## مناصبه
- رئيس مجلس أمناء الاكاديمية العربية للعلوم الادارية والمالية والمصرفية
- عمل كعضو بعثة بقسم الاقتصاد بكلية التجارة والاقتصاد والعلوم السياسية في جامعة الكويت وذلك بين الأعوام 1979 و1985[1]، وبعدها عمل مدرساً في قسم الاقتصاد بذات الكلية.[1][2]
- انتدب في عام 1987 إلى معهد الكويت للأبحاث العلمية حتى عام 1988.[1]
- عُين في عام 1987 رئيساً للجنة الاقتا.[2]
- في عام 1988 اختير نائباً لرئيس مجلس إدارة الشركة الكويتية للاستثمارات الخارجية.[2]
- ما بين الأعوام 1985 حتى 1987 ترأس المشروع الدراسي الاقتصادي الموسع والمكون من فريق ضم في عضويته عشرة أساتذة محليين وخمسة عشر أستاذًا من جامعة هارفرد ومعهد ماساتشوستس للتقنية والذي وضع الأساس الحالي للتنمية الإستراتيجية البعيدة المدى للكويت.[2]
- كان في عام 1990 عضو وفد المؤتمر الكويتي الشعبي الذي زار دول أمريكا الشمالية أثناء فترة الغزو العراقي للكويت[2]، كما كان في تلك الفترة عضواً بالمجلس الاستشاري الأعلى الذي نسق أعمال حكومة الكويت بالمنفى[2]، كما كان عضوًا بلجنة إعادة الإعمار بالمجلس.[2]
- شارك في عام 1991 بتأسيس المؤسسة الكويتية - الأمريكية.[2]
- بتاريخ 13 يناير 1993 صدر مرسومٌ أميريٌ بتعيينه سفيراً لدولة الكويت لدى الولايات المتحدة.[1][2]
- بتاريخ 14 فبراير 2001 صدر مرسومٌ أميريٌ بتشكيل الوزارة وعُين وزير دولة للشؤون الخارجية[5]، وفي 25 يناير 2003 عين بالإضافة لمنصبه وزيراً للمالية ووزيراً للتخطيط بالوكالة[6]،
- وبتاريخ 14 يوليو 2003 عين وزيراً للخارجية ووزيراً للشؤون الاجتماعية والعمل بالوكالة[7]، وظل يتولى وزارة الشؤون الاجتماعية والعمل حتى 29 يوليو 2003.[8]
- في 29 يوليو 2003 عين رئيساً لمجلس إدارة الصندوق الكويتي للتنمية الاقتصادية العربية.[1]
- في 9 فبراير 2006 صدر مرسومٌ أميريٌ بتشكيل الحكومة حيث عُين نائباً لرئيس مجلس الوزراء ووزيراً للخارجية [9]، وأُعيد تعينه في المنصب في مرسوم تشكيل الحكومة بتاريخ 10 يوليو 2006 [10]، ومرسوم تشكيل الحكومة بتاريخ 25 مارس 2007[11]، ومرسوم تشكيل الحكومة بتاريخ 28 مايو 2008.[12]
- في 12 يناير 2009 صدر مرسومٌ أميريٌ بتشكيل الحكومة حيث عُين نائباً لرئيس مجلس الوزراء ووزيراً للخارجية ووزيراً للنفط بالوكالة [13]، وظل وزيراً للنفط بالوكالة حتى 9 فبراير 2009.[14]
- في 29 مايو 2009[15] صدر مرسومٌ أميريٌ بتشكيل الحكومة حيث عُين نائباً لرئيس مجلس الوزراء ووزيراً للخارجية وذلك بعد إجراء انتخابات مجلس الأمة. وفي 8 مايو 2011 أعيد تعيينه بنفس المنصب في مرسوم تشكيل الحكومة [16]، وفي 13 يونيو 2011 عُين وزير دولة لشؤون الإسكان ووزير دولة لشؤون التنمية بالوكالة وذلك لحين تعيين وزير جديد لها خلفًا لوزيرها المستقيل[17]، وظل يتولى شؤون الوزارتين حتى 29 يونيو.[18]
- وفي 18 أكتوبر 2011 قدم استقالته من منصب نائب رئيس مجلس الوزراء وزير الخارجية [19]، وحسب معلومات فإن استقالته أتت احتجاجاً على عدم قيام الحكومة بإصلاحات حقيقية إزاء قضية الإيداعات المليونية لنواب في مجلس الأمة والشبهات التي تدور حول هذه القضية [20] وصدر في نفس اليوم مرسوماً بقبول أستقالته.[21]
- لديه عضويات في عدة هيئات أكاديمية:[2]
  - الجمعية الاقتصادية العالمية.
  - جمعية المختصين في اقتصاديات الطاقة.
- منح في عام 2011 شهادة الدكتوراه الفخرية من جامعة بيروجا في إيطاليا.[22]
- في عام 2012 اختير ضمن أعضاء مجلس الحكماء التابع للأمم المتحدة.[23][24][25]

## رئاسة الوزراء
في يوم الخميس 4 يناير 2024 أصدر الشيخ مشعل الأحمد الصباح أمير دولة الكويت أمرًا أميريًا بتعيينه رئيساً لمجلس الوزراء وتكليفه بترشيح أعضاء الحكومة الجديدة. وذلك بعد استقالة الحكومة السابقة برئاسة الشيخ أحمد نواف الأحمد الصباح في 20 ديسمبر 2023 وصدر مرسوم تشكيل الحكومة الأولى برئاسته في يوم الأربعاء 17 يناير 2024  والتي قدمت استقالتها في 6 أبريل 2024 عملاً بالمادة 57 من دستور الكويت والتي تنص على تشكيل حكومة جديدة بعد انتخابات مجلس الأمة  وفي 7 أبريل 2024 أصدر أمير دولة الكويت أمرًا أميريًا بقبول استقالة الحكومة وتكليف رئيس مجلس الوزراء والوزراء بتصريف العاجل من شؤون مناصبهم لحين تشكيل الحكومة الجديدة  واعتذر بعدها الشيخ محمد عن رئاسة الحكومة الجديدة  ، وانتهت مهامه في رئاسة مجلس الوزراء في 15 أبريل 2024 بعد صدور أمر أميري بتعين الشيخ أحمد عبدالله الأحمد الصباح رئيساً لمجلس الوزراء وتكليفه بترشيح أعضاء الحكومة الجديدة.

### الحكومات التي يترأسها الشيخ محمد صباح السالم
|   | الحكومة                   | الفترة        | الفترة       |
| - | ------------------------- | ------------- | ------------ |
| 1 | مجلس الوزراء الكويتي 2024 | 17 يناير 2024 | 7 أبريل 2024 |

## نائب الأمير
في يوم الأربعاء 24 يناير 2024 أصدر الشيخ مشعل الأحمد الصباح أمير دولة الكويت أمرًا أميريًا بتعيينه نائباً للأمير طوال فترات غياب الأمير عن البلاد وذالك بصفة مؤقتة لحين تعين ولي العهد ووفقاً للأمر الأميري يتولى الشيخ محمد صباح السالم منصب نائب الأمير فقط في حال غياب الأمير عن البلاد حيث يتوقف أثناء توليه منصب نائب الأمير عن ممارسة مهامه كرئيس لمجلس الوزراء وأما في حال وجود الأمير في البلاد فيمارس مهامه الاعتيادية كرئيس لمجلس الوزراء.
وفي يوم الإثنين 29 يناير 2024 أدى الشيخ محمد صباح السالم اليمين الدستورية نائبًا للأمير أمام مجلس الأمة خلال الجلسة الخاصة التي عقدها المجلس.
وفي يوم الأحد 21 أبريل 2024 أصدر الشيخ مشعل الأحمد الصباح أمير دولة الكويت أمر أميري بتعيين الشيخ أحمد عبدالله الأحمد الصباح رئيس مجلس الوزراء نائباً للأمير طوال فترات غياب الأمير عن البلاد وألغي الأمر الأميري الصادر بتاريخ 24 يناير 2024 بتعيين الشيخ محمد صباح السالم نائباً للأمير.

## حياته العائلية
متزوج من الشيخة فريال الدعيج السلمان الصباح ، ولهما من الأبناء:
- الشيخة مريم.
- الشيخ صباح.
- الشيخ دعيج.
- الشيخة سارة.